# Rada Narodowa (1916–1917)
Rada Narodowa (1916–1917) – reprezentacja polityczna stronnictw Królestwa Polskiego
Utworzona 15 listopada 1916 przez stronnictwa i ugrupowania stojące na gruncie Manifestu Dwucesarskiego (aktu 5 listopada). Inicjatorem jej powstania był Centralny Komitet Narodowy. Poza CKN weszły do niej: Liga Państwowości Polskiej, Stronnictwo Narodowe, Stronnictwo Pracy Narodowej, Stronnictwo Narodowo-Radykalne, Polskie Zjednoczenie Postępowe. Rada składała się z 41 polityków. Na jej czele stał Wydział Wykonawczy do którego weszli: Józef Brudziński, Zygmunt Chmielewski, Stanisław Dzierzbicki, Ludomir Grendyszyński, Adam Ronikier, Eugeniusz Śmiarowski, Artur Śliwiński, Stanisław Thugutt i Antoni Wieniawski. Rada Narodowa nie przejawiła większej aktywności. Na Zjeździe Rady Narodowej który odbył się pomiędzy 2 a 4 maja 1917, w którym uczestniczyło ponad 300 osób (w tym 140 delegatów z prowincji Królestwa) doszło do przejęcia tej instytucji przez polityków lewicy niepodległościowej. Wówczas stronnictwa centrowe i prawicowe wycofały się z jej prac. Stanowiło to kres istnienia tej instytucji.